# Машево-Лемборське
Машево-Лемборське (пол. Maszewo Lęborskie, нім. Groß Massow) — село в Польщі, у гміні Цевиці Лемборського повіту Поморського воєводства.
Населення — 784 особи (2011).
У 1975-1998 роках село належало до Слупського воєводства.

## Демографія
Демографічна структура станом на 31 березня 2011 року:
|          | Загалом | Допрацездатний вік | Працездатний вік | Постпрацездатний вік |
| -------- | ------- | ------------------ | ---------------- | -------------------- |
| Чоловіки | 385     | 75                 | 283              | 27                   |
| Жінки    | 399     | 99                 | 233              | 67                   |
| Разом    | 784     | 174                | 516              | 94                   |